# Wiadomości Żeglarskie
Wiadomości Żeglarskie (ang. Notice to Mariners) – periodyczne wydawnictwo dla nawigatorów/żeglarzy, opisujące wszelkie zmiany dotyczące bezpieczeństwa nawigacji, np. zmiany w oznakowaniu nawigacyjnym (wystawione nowe, przesunięte lub usunięte znaki i światła nawigacyjne, zmienione charakterystyki świateł, czasowo wyłączone światła nawigacyjne itp.), informacje o nowych wrakach czy pomiarach głębokości, nowe systemy rozgraniczenia ruchu i zmiany istniejących, nowe przepisy lokalne i zmiany istniejących, informacje o nowych edycjach map morskich i publikacji nautycznych i wiele innych. Umożliwiają one aktualizację (korektę) map oraz publikacji używanych w żegludze, co jest wymagane przez V Rozdział konwencji SOLAS.
Wydawane są przez ponad 60 krajów w różnych odstępach czasowych, najczęściej co tydzień, co dwa tygodnie, raz w miesiącu lub zależnie od potrzeb. Dostępne w wersji drukowanej lub bezpłatnie w wersji elektronicznej na stronach instytucji wydających publikacje nautyczne. 
Najbardziej znane, ze względu na zasięg światowy, są brytyjskie "Notices to Mariners" wydawane co tydzień od 1834 przez the United Kingdom Hydrographers Office (Biuro Hydrograficzne Zjednoczonego Królestwa nazywane zwyczajowo Biurem Hydrograficznym Brytyjskiej Admiralicji). Obejmują wszystkie wydawnictwa Admiralicji (obszar wszystkich wód żeglownych w żegludze międzynarodowej).
Instytucje publikujące własne mapy morskie i publikacje nautyczne wydają podobne wydawnictwa np. "U.S. Notice to Mariners" - dotyczące map i publikacji U.S. Coast Guard, "Nachrichten für Seefahrer" - przez Bundesamt für Seeschifffahrt und Hydrographie (niemieckie mapy morskie i publikacje nautyczne).

## Polska
W Polsce "Wiadomości Żeglarskie" wydaje od roku 1921 (z przerwą podczas II wojny światowej) Biuro Hydrograficzne Marynarki Wojennej. Jest to wydanie dwujęzyczne – po polsku i angielsku i obejmuje wszystkie wydawnictwa Biura Hydrograficznego Marynarki Wojennej (obszar Bałtyku z Zatoką Fińską, Cieśniny Duńskie, Zatoka Pomorska i Zalew Szczeciński, Zatoka Gdańska i Zalew Wiślany). Obecnie polskie wiadomości żeglarskie dostępne są bezpłatnie wydawane są w formie plików pdf.